# King for a Day… Fool for a Lifetime
King for a Day… Fool for a Lifetime ist das fünfte Studioalbum von Faith No More. Es wurde am 28. März 1995 veröffentlicht und war das erste ohne den langjährigen Gitarristen Jim Martin. Es ist das einzige Album mit Gitarrist Trey Spruance.

## Entstehung und Stil
Nachdem Jim Martin nach Differenzen auf der Tour zu Angel Dust entlassen worden war – es gab Gerüchte, seine Gitarrenparts seien zum Teil aus dem Mix des genannten Albums entfernt worden – wurde mit Trey Spruance der Gitarrist von Mike Pattons Band Mr. Bungle angeheuert. Entstanden ist das Album mit dem schon damals bekannten Produzenten Andy Wallace, der zuvor unter anderem mit Rage Against the Machine gearbeitet hatte und dem Album einen sehr aggressiven Klang verpasste. Obwohl musikalisch nicht immer die Komplexität des Vorgängers erreichend, umfasst es doch einen breiten Stilmix von aggressiveren, experimentelleren Songs (The Gentle Art of Making Enemies) über das keyboarddominierte, aber auch funkbeeinflusste Evidence bis zum Gospel (Just a Man). Der Songtitel des erstgenannten Stücks ist vom Buch The Gentle Art of Making Enemies (dt.: Die artige Kunst sich Feinde zu machen) von James McNeill Whistler übernommen.
Da Roddy Bottum aus persönlichen Gründen – unter anderem verstarb sein Vater – am Songwritingprozess und den Proben kaum beteiligt war und erst während der Aufnahmen wieder zu den übrigen Musikern stieß, treten die Keyboards im Vergleich zu anderen Veröffentlichungen der Band sehr in den Hintergrund. Neben den harten Gitarren prägt stattdessen vor allem der expressive und vielseitige Gesang Mike Pattons das Album. Dieser bewegte sich in einem ungewöhnlich breiten Spektrum zwischen Crooning, konventionellem Rock-Gesang und nachgerade entmenschlichtem Gurgeln und Schreien – zu hören etwa in dem Song Cuckoo for Caca, dessen Text sich mit Drogensucht befasst.

## Rezeption
Uwe „Buffo“ Schnädelbach sah Faith No More im Rock Hard trotz der Entlassung von Jim Martin in guter Verfassung. Zwar erschließe sich das „Gros der Songs“ von King for a Day… „erst nach intensivem Hörgenuß“, doch irgendwann mache es „klick“. Er vergab neun von zehn Punkten. Greg Prato von Allmusic nannte King for a Day… eine der unterbewertetsten Veröffentlichungen von Faith No More. Gitarrist Trey Spruance sei „meisterhaft“ in die Fußstapfen von Jim Martin getreten. Er vergab dreieinhalb von fünf Sternen. Im Magazin Visions erreichte die Platte 2005 Platz 37 bei der Wahl der „150 Alben für die Ewigkeit“.

## Titelliste
Seite A
1. Get Out – 2:17
2. Ricochet – 4:28
3. Evidence – 4:53
4. The Gentle Art of Making Enemies – 3:28

Seite B
1. Star A.D. – 3:22
2. Cuckoo for Caca – 3:41
3. Caralho Voador – 4:01

Seite C
1. Ugly in the Morning – 3:06
2. Digging the Grave – 3:04
3. Take this Bottle – 4:59

Seite D
1. King for a Day – 6:35
2. What a Day – 2:37
3. The last to Know – 4:27
4. Just a Man – 5:35

## Gestaltung
Die Covergestaltung wurde dem Grafik-Roman Flood – A Novel in Pictures von Eric Drooker entnommen.